# Eburodacrys putia
Eburodacrys putia là một loài bọ cánh cứng trong họ Cerambycidae.